# Saint-Alban-les-Eaux
Saint-Alban-les-Eaux ist eine französische Gemeinde mit 909 Einwohnern (Stand: 1. Januar 2022) im Département Loire in der Region Auvergne-Rhône-Alpes (vor 2016: Rhône-Alpes). Saint-Alban-les-Eaux gehört zum Arrondissement Roanne und zum Kanton Renaison.

## Geographie
Saint-Alban-les-Eaux liegt etwa zehn Kilometer westsüdwestlich von Roanne am Forez. Umgeben wird Saint-Alban-les-Eaux von den Nachbargemeinden Saint-André-d’Apchon im Norden, Lentigny im Osten und Südosten, Villemontais im Süden sowie Arcon im Westen.

## Bevölkerungsentwicklung
| Jahr                       | 1962 | 1968 | 1975 | 1982 | 1990 | 1999 | 2006 | 2017 |
| Einwohner                  | 669  | 728  | 748  | 755  | 843  | 953  | 933  | 969  |
| Quellen: Cassini und INSEE |      |      |      |      |      |      |      |      |

## Sehenswürdigkeiten
- Kirche Sacré-Cœur

## Persönlichkeiten
- Gabriel Bibron (1805–1848), Zoologe
- Jean Rouppert (1887–1979), Grafiker

## Weblinks

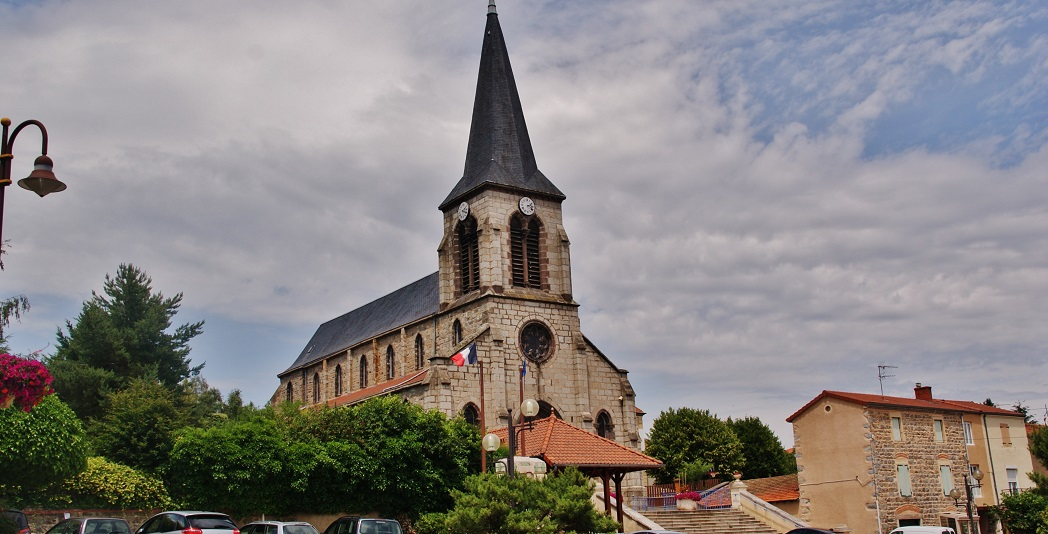
Kirche Sacré-Cœur